# Neptunomonas
Genre
Le genre Neptunomonas rassemble des bactéries marines à Gram négatif de la famille Oceanospirillaceae et de l'ordre Oceanospirillales. Ces Gammaproteobacteria du phylum Pseudomonadota sont capables de dégrader des hydroxycarbones aromatiques polycycliques.

## Historique
Le genre Neptunomonas a été décrit en 1999 avec la caractérisation de l'espèce Neptunomonas naphthovorans capable de dégrader le naphtalène tout en étant un organisme exclusivement marin. Le nouveau nom est validé par l'ICSP en octobre 1999 dans une publication de l'IJSB.

## Taxonomie
Le nom correct complet (avec auteur) de ce taxon est Neptunomonas Hedlund et al. 1999.
L'espèce type est Neptunomonas naphthovorans Hedlund et al. 1999.

### Étymologie
L'étymologie du nom du genre Neptunomonas est la suivante : Nep.tu.no.mo.nas L. masc. n. Neptunus, Neptune, le dieu romain des mers; L. fem. n. monas, une unité, monère; N.L. fem. n. Neptunomonas, la monère de Neptune,. 

### Phylogénie
Les analyses phylogénétiques, basées sur les séquences du gène ARNr 16S, ont montré leur appartenance à la classe des  Gammaproteobacteria,.

### Liste des espèces
Selon LPSN (9 juin 2025), le genre Neptunomonas comporte huit espèces publiées de manière valide :
- Neptunomonas acidivorans Yang et al. 2014
- Neptunomonas antarctica  Zhang et al. 2010
- Neptunomonas concharum  Lee et al. 2012
- Neptunomonas japonica Miyazaki et al. 2008
- Neptunomonas marina  Chen et al. 2020
- Neptunomonas naphthovorans Hedlund et al. 1999, espèce type
- Neptunomonas phycophila Frommlet et al. 2015
- Neptunomonas qingdaonensis Liu et al. 2013[6]

## Description
Les bactéries du genre Neptunomonas sont des bacilles à Gram négatif aérobies ou anaérobies facultatives et qui sont mobiles par l'intermédiaire de flagelle polaire.

### Quinones et acides gras
Le profil des isoprénoides quinones de plusieurs espèces de Neptunomonas dont Neptunomonas qingdaonensis et Neptunomonas japonica révèle que la quinone Q-8 est majoritaire,.

## Habitat
Les Neptunomonas sont des bactéries marines.